# Massaker am Mistake Creek
Das Massaker am Mistake Creek am Kija-Stamm der Aborigines fand im März 1915 im Osten des Kimberley statt. Über diesen Konflikt, bei dem sieben oder acht Kija ermordet wurden, gibt es mündliche Überlieferungen durch die Kija und Berichte der örtlichen Polizei. Zwei der Beschäftigten des früheren Polizei-Konstablers Rhatigan waren unzweifelhaft an diesem Massaker beteiligt. Die Beteiligung von Rhatigan wird angenommen, ist jedoch nicht bewiesen. Er wurde zwar nach dem Massaker festgenommen, die polizeiliche Ermittlung dokumentiert jedoch nichts in dieser Richtung.

## Ablauf
Es gab zunächst bereits im Vorfeld des Massakers Streitigkeiten zwischen den Kija und einem der Beschäftigten von Rhatigan, Wynn, einem Aborigine eines unbekannten Stamms. Die Beteiligung von Rhatigan ist unklar, da die Mörder einerseits auf seinen Pferden ritten und seine Handfeuerwaffen benutzten, die Polizeiberichte aber andererseits keine Belege liefern. Es ist anzunehmen, dass er das Massaker mindestens unterstützte, da er annehmen musste, durch Wynn angetrieben, dass die Aborigines eine Kuh gestohlen, geschlachtet und anschließend verzehrt hatten. In Wirklichkeit war die Kuh nur vermisst und wurde nach dem Massaker gefunden.
Rhatigan wurde von der Polizei festgenommen, Wynn wurde von einem Aborigine-Fährtensucher der Polizei nach dem Massakers getötet. Der andere Beschäftigte von Rhatigan, Nipper, auch ein Aborigine eines unbekannten Stammes, ergab sich der Polizei.

## Öffentliche Auseinandersetzungen
Im Jahre 1989, 84 Jahre nach diesem Geschehnis, begann eine öffentliche Diskussion, weil herausgefunden wurde, dass die Jahresangabe des Massakers mit 1930 nicht richtig war und das Verbrechen sich im Jahre 1915 ereignet hatte. In dieser Diskussion wurde der Vorfall so dargestellt, dass es sich einen Streit von Aborigines um eine Frau auf einer Ranch gehandelt habe. Dabei wurde davon ausgegangen, dass Rhatigan beschuldigt wurde, weil Wynn und Nipper auf seinen Pferden ritten und seine Handfeuerwaffen bei sich führten. In einem Zeitungsbericht vom 27. November 2002 wird hinsichtlich der Ermittlung der Polizei über Rhatigans Beteiligung am Massaker folgendes ausgeführt: „It needs little imagination to conceive that that reluctance could well be heightened in a case where a former police constable [Rhatigan] was involved.“ (Deutsch: Es braucht wenig Vorstellungskraft zu begreifen, dass die Abneigung sehr hoch war, in einem Fall, in dem ein früherer Konstabler [Rhatigan] der Polizei verwickelt war.)
In den mündlichen Überlieferungen der Kija wird berichtet, dass Rhatigan das Massaker anführte, da er den Aussagen von Wynn glaubte, dass seine Kuh gestohlen und geschlachtet worden ist. 
Das Massaker ist in den Überlieferungen der Kija stark verankert und die Aborigine-Malerin Queenie McKenzie hat den Vorgang in einem Bild, "Mistake Creek Massacre" aus dem Jahr 1990 dargestellt. Im Jahre 2006 wurde dieses Bild von Auswahlkommission des National Museum of Australia in der Auseinandersetzung um History Wars in Australien nicht mehr ausgestellt.
Die Aufklärung dieses Verbrechens wurde vor kein Gericht gebracht.

## Mahnmal und Gedenken
Die Schwestern des Ordens von St. Joseph, die die Aborigines lange Jahre im Osten der Kimberley betreut haben, haben ein kleines Denkmal am Fuß des Baumes errichtet, um den Platz des Massakers zu markieren. An diesem Ort findet jährlich ein Gedenktag des Massakers statt. 